# Birkesdorf

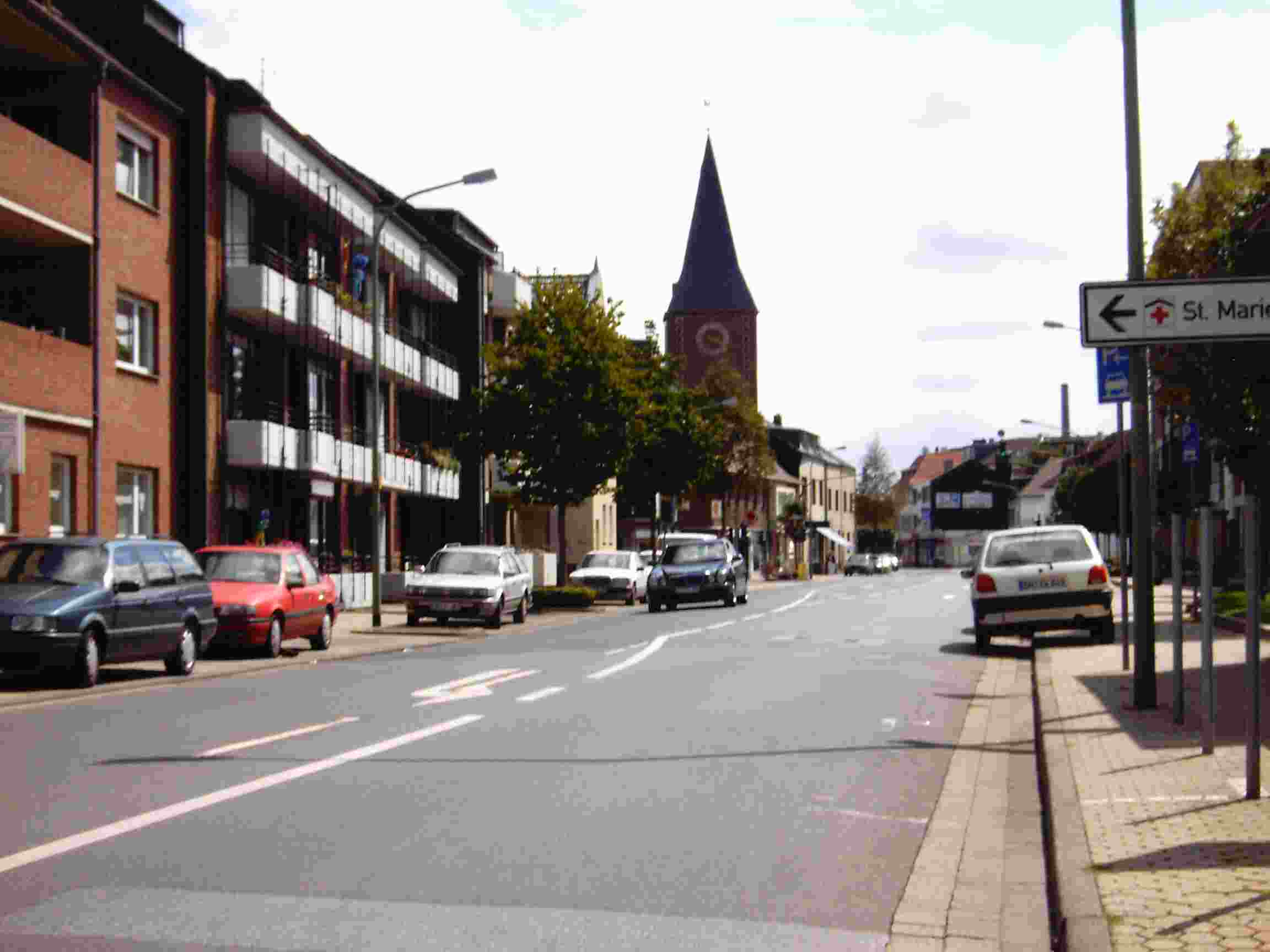
Die Ortsdurchfahrt

Birkesdorf (Dürener Platt Birkesdörp) ist der größte Stadtteil der Kreisstadt Düren in Nordrhein-Westfalen.

## Lage
Der größte Dürener Stadtteil liegt im Norden der Stadt an der Rur. Der Übergang vom alten Stadtgebiet zu Birkesdorf ist nicht mehr sichtbar. Seine Nachbarorte sind die alte Stadt Düren mit dem Stadtbezirken Düren-Nord, Mariaweiler, Hoven, Huchem-Stammeln und Arnoldsweiler.

## Geschichte
Frühzeitliche Funde lassen auf eine Gründungsbesiedlung Birkesdorfs zur Zeit der Franken schließen. Zum ersten Mal urkundlich erwähnt wird der Ort 1126 als Birkensthorp. Birkesdorf, (1200) Birkensdorp, (1300) Birchenßdorff, (1375) Birkistorp war der Hauptzollort auf der alten Heerstraße von Düren nach Aachen, welche hier über die Rur führte. Die Wasserburg wird 1365 erstmals als Wohnsitz der Ritter von Birkesdorf erwähnt. Das Schloss wurde 1794 zerstört und nicht mehr aufgebaut.

### Neugliederung
Im Rahmen der kommunalen Neugliederung wurde das Amt Birkesdorf zum 31. Dezember 1971 aufgelöst. Der reiche Industrieort wurde zum 1. Januar 1972 der Stadt Düren zugeordnet. Huchem-Stammeln und Selhausen sind heute Ortschaften der Gemeinde Niederzier. Im ehemaligen Rathaus war bis 2015 das städtische Tiefbauamt beheimatet.

## Krankenhaus

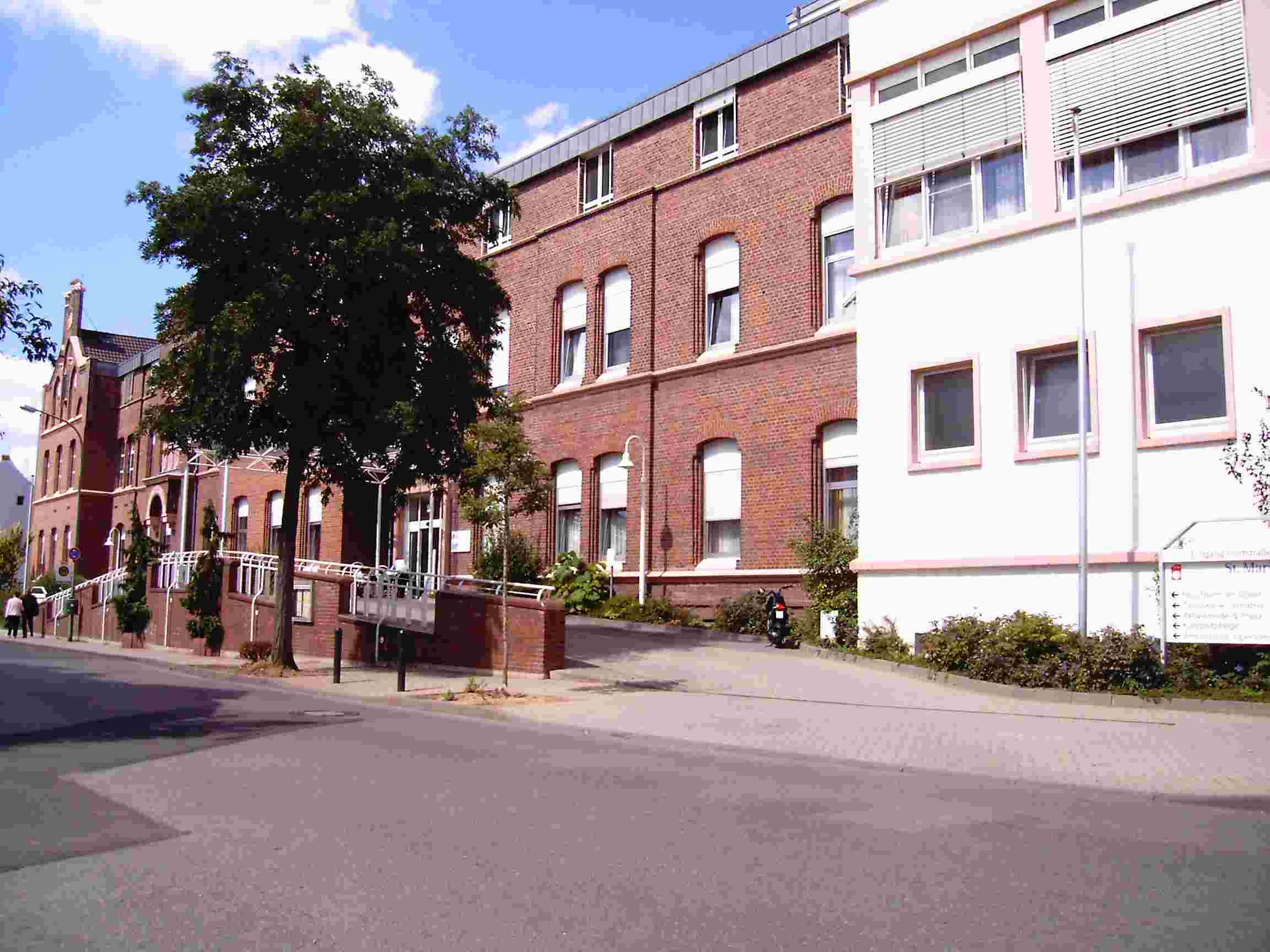
Der Altbau des Marienhospitals

Eines der drei Dürener Krankenhäuser befindet sich in Birkesdorf. 1876 stiftete Wilhelm Schüll der Gemeinde ein „Haus für notleidende Kranke“, das jetzige St. Marien-Hospital. Es wurde von der Ordensgemeinschaft der Franziskanerinnen aus Salzkotten betrieben. Es gehört jetzt  zu der Josefs-Gesellschaft in Köln. Das Krankenhaus wurde baulich ständig erweitert und hat heute 381 Betten. Bekannt ist das Krankenhaus hauptsächlich durch seine Kinderklinik. Diese war Drehort der Dokusoap „Die Kinderärzte von St. Marien“ auf RTL.

## Industrie
Ludwig Peill errichtete 1790 die Schoeller-Mühle.
Am Ortseingang aus Richtung Düren steht die Papierfabrik Zanders Reflex, im Volksmund nur Reflex genannt.
1814 gründete Johann Schüll in Birkesdorf eine Papierfabrik, die Fingerhutsmühle. Ein Jahr später begann er mit der Tuchherstellung. Schüll war der größte Mäzen des Ortes.
1912 wurde in Birkesdorf die Firma Isola-Werke AG (abgeleitet von Isolator) gegründet, die heute als Isola GmbH unter anderem Platinen herstellt.
Am Ortsrand befindet sich das Verbandsstoffwerk der Firma Paul Hartmann AG.
Früher gab es am heutigen Autobahnzubringer eine Ziegelei. Sie wurde in den 1960er Jahren geschlossen.
1879 zog die Teppichfabrik von Philipp Schoeller nach Birkesdorf. Die Fabrik heißt heute Anker-Teppichboden Gebrüder Schoeller GmbH + CO. KG.
Von 1992 bis Juni 2009 residierte in der ehemaligen Metalltuchfabrik in der Nordstraße 102 die EDV-Technologiefirma AnNoText GmbH (Text- und Datenverarbeitung für Rechtsanwälte und Notare) zusammen mit ihrer Tochterfirma DictaPlus (Sprachverarbeitung). Sie verlegte ihren Betriebssitz nach Hürth.
Seit 1999 ist Birkesdorf der Firmensitz der SOCO Network Solutions GmbH, eines regionalen Telekommunikationsunternehmens für den Kreis Düren und die Städteregion Aachen.
Vor wenigen Jahren errichtete Bertelsmann ein großes Auslieferungslager im Gewerbegebiet.
Im selben Gewerbegebiet hat der Online-Marktplatz hood.de seinen Sitz.
Direkt an der A 4 im Gewerbegebiet befindet sich die Firma gepe Gebäudedienste Peterhoff GmbH.
Im Gewerbegebiet an der B56 gibt es seit Ende 2010 einen Bauhaus-Baumarkt inklusive des Dänischen Bettenlagers und eines Tedox-Einrichtungsmarktes.
Metsä Tissue ist mit seinem Produkt SAGA der weltweit größte Hersteller von Backpapier. 99 % der in Deutschland verkaufte Backpapiere werden im Werk in Birkesdorf hergestellt.
Nachdem die Produktionsstätte der Firma Carl Canzler an der Kölner Landstraße in Düren aufgrund von Insolvenz geschlossen worden war, eröffnete im November 2003 der damalige Mitbewerber, die Buss SMS Verfahrenstechnik aus Butzbach im Birkesdorfer Industriegebiet Am Langen Graben eine Zweigniederlassung für die Bereiche Verkauf, Prozesstechnik und Konstruktion unter dem neuen Firmennamen Buss-SMS-Canzler GmbH.

## Vereine, Vereinigungen
In Birkesdorf gibt es viele Vereine
- Maigesellschaft Birkesdorf 1985.
- Karnevalsverein – Club Löstige Jonge 1951/58 Birkesdorf e. V.
- Birkesdorfer Turnverein 1864 e. V.
- Fußballverein – F.C. Viktoria Birkesdorf 1903 e. V.
- Schützenvereinigung und Bruderschaft St. Petrus 1845 Birkesdorf e. V.
- 1. Billard-Sport-Club Birkesdorf 53 e. V.
- Karnevalsverein – KG Ackerjonge 1966 e. V.
- Blasorchester Birkesdorf
- Posaunenchor Birkesdorf
- Karnevalsverein – BKG Grieläächer Birkesdorf
- Kultur- und Brauchtumsfreunde Birkesdorf
- Tambourcorps Einigkeit Birkesdorf 1926 e. V.
- Schockclub Alt-Birkesdorf

## Verkehr

### Personennahverkehr

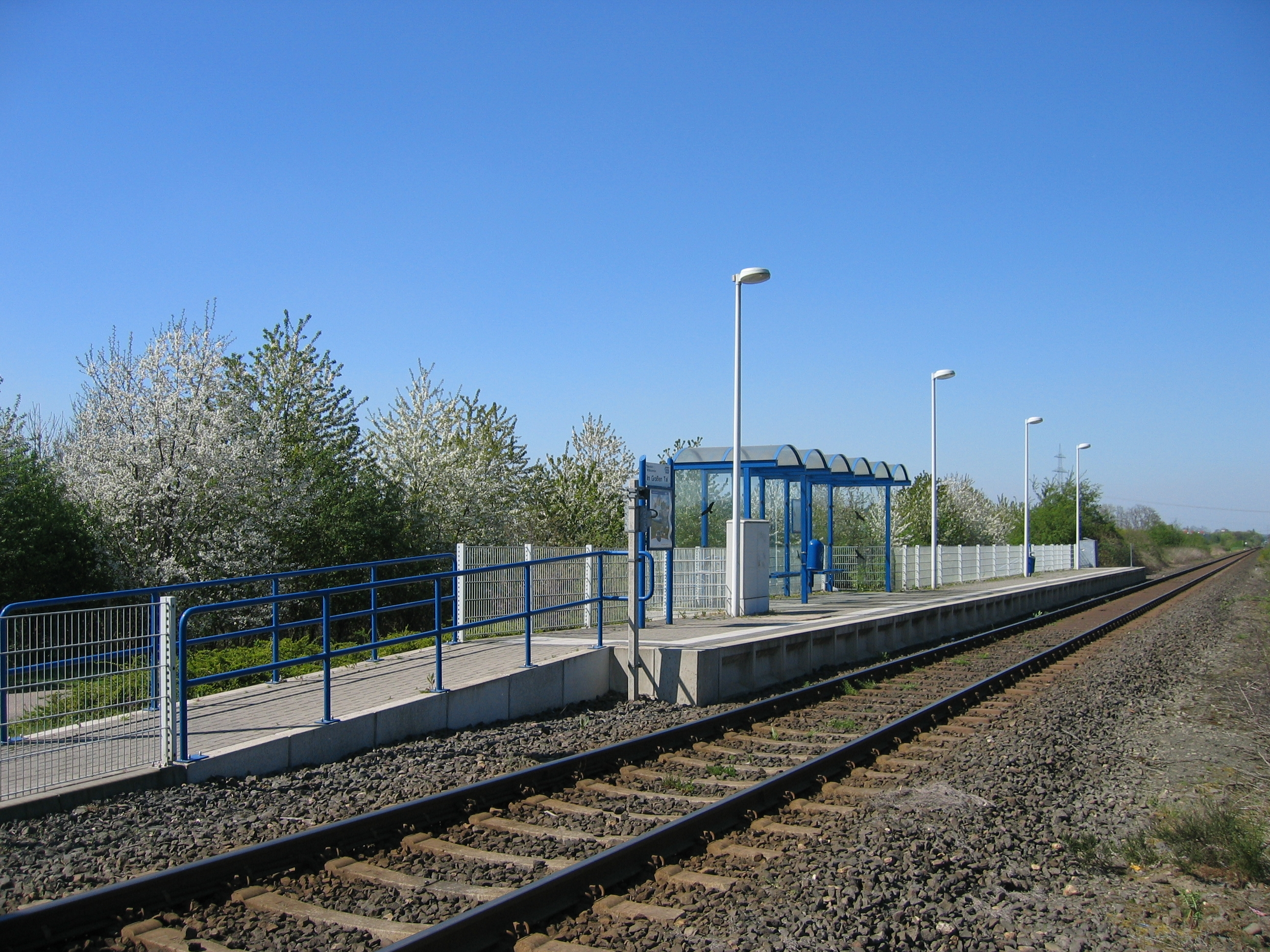
Der Haltepunkt Im großen Tal

Die Dürener Eisenbahn (DEAG) nahm am 1. April 1893 die rund 2,8 Kilometer lange meterspurige Bahnstrecke von Düren nach Birkesdorf für den Güterverkehr in Betrieb. Die erste Personenbeförderung folgte ein Jahr später am 1. Juni 1894. Der Bahnhof Birkesdorf war zugleich betrieblicher Mittelpunkt der Bahn. Am 9. September 1897 erhielt die DEAG die Konzession für den Personenverkehr und den Weiterbau der Bahn in Richtung Inden. Der Bahnverkehr wurde am 30. Juni 1965 endgültig eingestellt. Vielen bleibt der „feurige Elias“ in Erinnerung, der die Bahnwagen mitten durch den Ort über die Hauptstraße zog.
Von 20. Juli 1912 bis zum 28. Februar 1970 hatte Birkesdorf einen mit Birkesdorf-Süd bezeichneten Bahnhof an der Ringbahn der Dürener Kreisbahn (DKB). Dieser diente in erster Linie dem Güterverkehr und – bis zum Ersten Weltkrieg – dem Anschluss der Papierfabrik H.M. Schoeller. Von 1951 bis 1955 fuhren im Berufsverkehr auch Personenzüge nach Mariaweiler und Distelrath.
Seit November 2001 gibt es einen Haltepunkt im Gewerbegebiet Im großen Tal an der Bahnstrecke Jülich–Düren. Er wurde genau auf dem gleichen Haltepunkt Arnoldsweiler errichtet, der 1973 von der Bundesbahn aufgegeben wurde.
Rurtalbus fährt den Ort mit den AVV-Buslinien 205, 206, 209, 216 und 236 an. Bis zum 31. Dezember 2019 wurden die Linien 205, 206, 209 und 216 von der DKB, die Linie 236 vom BVR Busverkehr Rheinland bedient. Zusätzlich verkehrt an Wochenenden ein Nachtbus. Zudem verkehrt an Schultagen die Schulbuslinie 240. Die Linie 229 bedient in Birkesdorf nur die Haltestellen "Birkesdorf Im großen Tal", "Birkesdorf Abzw. Bahnhof Im großen Tal", "Birkesdorf Abzw. B56" und "Birkesdorf Gewerbegebiet Im großen Tal".
| Linie | Verlauf |
| ----- | --- |
| 205   | Düren Kaiserplatz – StadtCenter – Bahnhof/ZOB – Birkesdorf Krankenhaus                                                                                                |
| 206   | Düren Kaiserplatz – StadtCenter – Bahnhof/ZOB – Birkesdorf – (Mariaweiler – Echtz Badesee) / Hoven – Echtz                                                            |
| 209   | Düren Kaiserplatz – StadtCenter – Bahnhof/ZOB – Birkesdorf – Arnoldsweiler – Ellen (← Merzenich Poolplatz ← Valdersweg)                                               |
| 216   | Düren Kaiserplatz – StadtCenter – Bahnhof/ZOB – Birkesdorf – Hoven – Merken – Schophoven – Viehöven – Kirchberg – Jülich Walramplatz – Neues Rathaus – Jülich Bf/ZOB  |
| 229   | Arnoldsweiler – Merzenich Bf / Morschenich |
| 236   | Düren Kaiserplatz – StadtCenter – Bahnhof/ZOB – Birkesdorf – Huchem-Stammeln – Oberzier – Niederzier – Ellen – Arnoldsweiler – Merzenich Poolplatz – Merzenich Schule |
| 240   | (Verstärkerfahrten) Mariaweiler Gesamtschule |
| N1    | Nachtbus: nur in den Nächten Fr/Sa und Sa/So Düren Bf/ZOB → Kaiserplatz → Birkesdorf → Huchem-Stammeln → Jülich → Niederzier → Arnoldsweiler                          |

### Straßen
Am Rande von Birkesdorf verläuft die Bundesstraße 56. Sie trennt als Autobahnzubringer den Ort von einem großen Gewerbegebiet. Die Bundesautobahn 4 verläuft in Ost-West-Richtung am Ort vorbei. Die Abfahrt bei Birkesdorf heißt Düren.

## Sport
2006 fand in Birkesdorf zum 18. Mal der Isola Rur 5-Brückenlauf, ein Volkslauf, statt.
Außerdem gibt es in Birkesdorf einen besonders in der Jugend erfolgreichen Handballverein. Die männliche C-, B- und A-Jugend sowie die weibliche C-, B- und A-Jugend des TV Birkesdorf spielten während der Saison 2009/2010 in der Oberliga, welche in diesen Altersklassen die höchste deutsche Liga darstellte. In ebendieser Saison errang die männliche A-Jugend auch noch die Vize-Mittelrheinmeisterschaft und den Senioren gelang schon in der Saison 2008/09 der Aufstieg in die Landesliga.
In der Saison 2011/12 schaffte die I. Herrenmannschaft den Aufstieg in die Verbandsliga Mittelrhein.
Im Juli 2012 wurde mit Simon Ernst erstmals ein aus der Jugendarbeit des Vereins hervorgegangener Spieler, der seit 2014 beim Bundesligisten VfL Gummersbach spielt, mit der deutschen U18-Nationalmannschaft Europameister. Simon Ernst wurde in diesem Turnier als bester Mittelaufbauspieler ins All-Star-Team gewählt.
In der Saison 2012/2013 gelang der ersten Herrenmannschaft des Birkesdorfer TV erstmals in der 85-jährigen Geschichte der Handballabteilung der Aufstieg in die höchste Spielklasse des Handballverbands Mittelrhein (Oberliga). Im gleichen Jahr schaffte die erste Damenmannschaft des Vereins erstmals den Aufstieg in die Verbandsliga.

## Schulen
In Birkesdorf gibt es die katholische Grundschule Birkesdorf (KGS), die Gemeinschaftshauptschule Mathias-Claudius-Schule und die Förderschule (mit den Förderschwerpunkten Lernen, Emotionale und Soziale Entwicklung und Sprache) Bürgewaldschule Birkesdorf.

## Feuerwehr
Im Ort gibt es eine Löschgruppe der Freiwilligen Feuerwehr Düren. Sie ist mit einem Hilfeleistungslöschgruppenfahrzeug HLF 20, einem Mannschaftstransportfahrzeug MTF und einem Tanklöschfahrzeug 3000 mit Truppbesatzung ausgestattet. Die Löschgruppe besteht zurzeit aus 30 Mitgliedern und einer Jugendfeuerwehr, die 10 Mitglieder hat; sie hat jedes Jahr etwa 80 Einsätze zu bewältigen und bildet mit der Löschgruppe Arnoldsweiler den Löschzug 3 der Freiwilligen Feuerwehr Düren.

## Kirchen

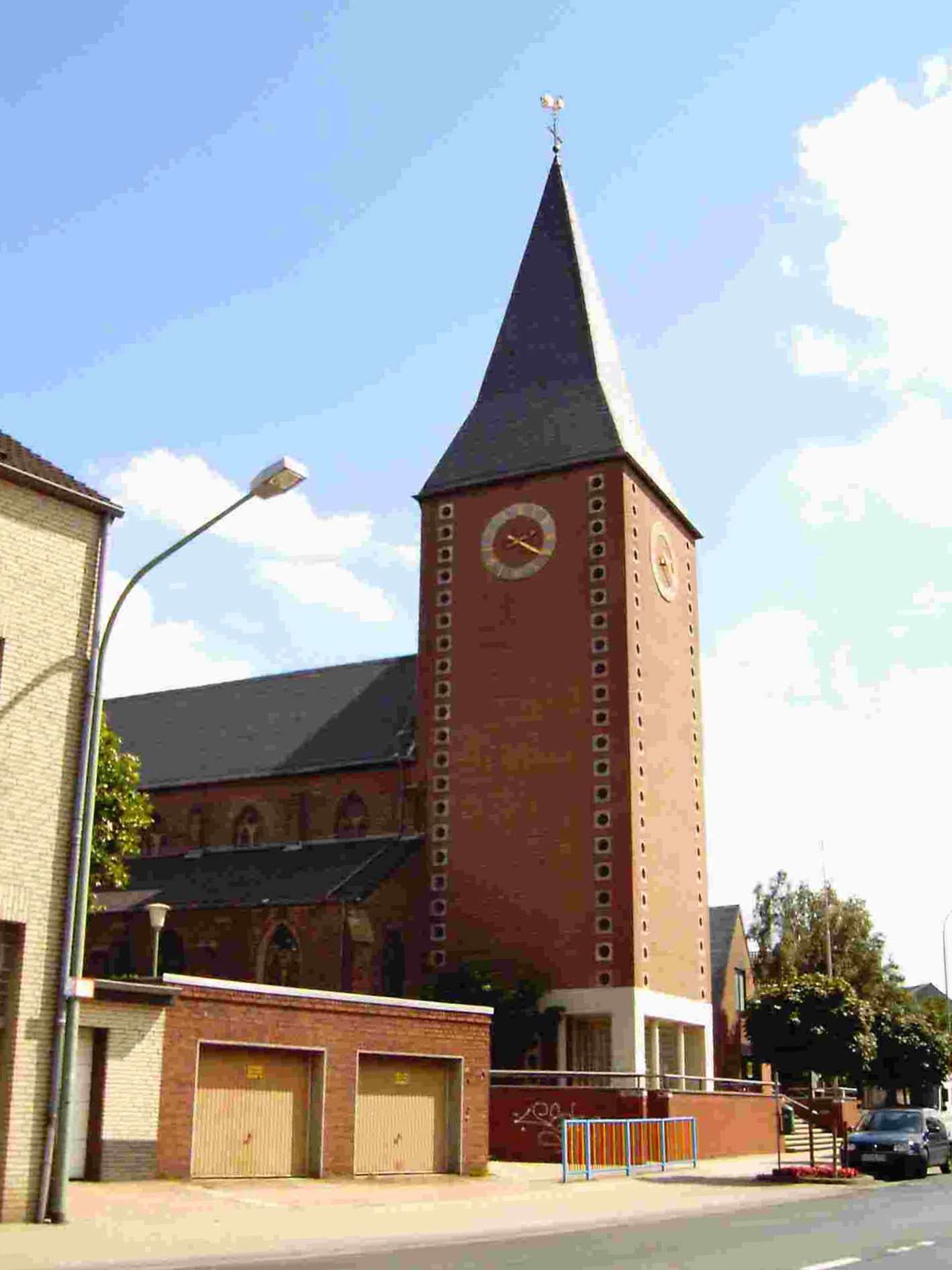
Kirche St. Peter

Im Ort gibt es ein evangelisches Gemeindezentrum und die katholische Pfarrei St. Petrus.
Das katholische Gotteshaus wurde 1963 am jetzigen Standort neu errichtet.

## Baudenkmäler
In Birkesdorf gibt es mehrere Baudenkmäler, die in der Denkmalliste der Stadt Düren aufgeführt sind:
- Kath. Pfarrkirche St. Peter
- Ehem. Rathaus
- Wegekreuz Nordstraße/Pfarrer-Rody-Straße
- Schalthaus Schüllsmühle 12
- Haus Schloßberg

## Sonstiges
Birkesdorf hat eine große Festhalle, in der viele, auch überörtliche, Veranstaltungen stattfinden.
Zwischen der Festhalle Birkesdorf und dem Feuerwehrhaus befindet sich der Festplatz von Birkesdorf. Hier wird u. a. das größte Maifest der Region veranstaltet. Veranstalter ist hierbei die Maigesellschaft Birkesdorf 1985.
Direkt an der Rur liegt ein Freizeitpark mit einem Minigolfplatz, dem einzigen in Düren.
Durch ein 1977 veröffentlichtes Lied der Kölner Mundartband Bläck Fööss, namens „Buuredanz“ (Bauerntanz), in dem ein Tanzvergnügen in Birkesdorf besungen wird, wurde der Ort einem größeren Musikpublikum bekannt.

## Persönlichkeiten
- Gregor Bühl (* 1964), Dirigent
- Erich Claßen (* 1973), Landesarchäologe, Konservator, Bodendenkmalpfleger und Prähistorischer Archäologe
- Ingo Cremer (* 1974), Kraftsportler
- Simon Ernst (* 1994), Handballer
- Günter Giesenfeld (* 1938), Medienwissenschaftler
- Rudolf Henke (* 1954), Internist und Politiker (CDU)
- Hans Iven (1928–1997), Politiker (SPD)
- Michael Düren (* 1957), Physiker
- Udo Janßen (* 1967), Mediziner, Wirtschaftsjurist und Hochschullehrer
- Karl Lauterbach (* 1963), Mediziner, Gesundheitsökonom, Bundesgesundheitsminister und Politiker (SPD)
- Kurt Martin (* 1946), Gewerkschafter
- Heinrich Müller (1894–1967), Diplomat
- Claudia Papst-Dippel (* 1963), Politikerin (AfD)
- Thomas Rachel (* 1962), Politikwissenschaftler und Politiker (CDU)
- Martin Rehmann (* 1983), Koch, mit einem Stern im Guide Michelin ausgezeichnet
- Georg Rody (1880–1944), Pfarrer
- Rudolf Strauch (1929–2019), Journalist